# Oxybelus bipunctatus
Oxybelus bipunctatus är en stekelart som beskrevs av Olivier 1811. Oxybelus bipunctatus ingår i släktet Oxybelus, och familjen Crabronidae. Arten har ej påträffats i Sverige.